# Derčar
Derčar je priimek v Sloveniji, ki ga je po podatkih Statističnega urada Republike Slovenije na dan 1. januarja 2010 uporabljalo 35 oseb in je med vsemi priimki po pogostosti uporabe uvrščen na 9.436. mesto.

## Znani nosilci priimka
- Maja Derčar, novinarka, TV dopisnica
- Mojca Derčar (*1974), rokometašica